# Pacific Western Airlines

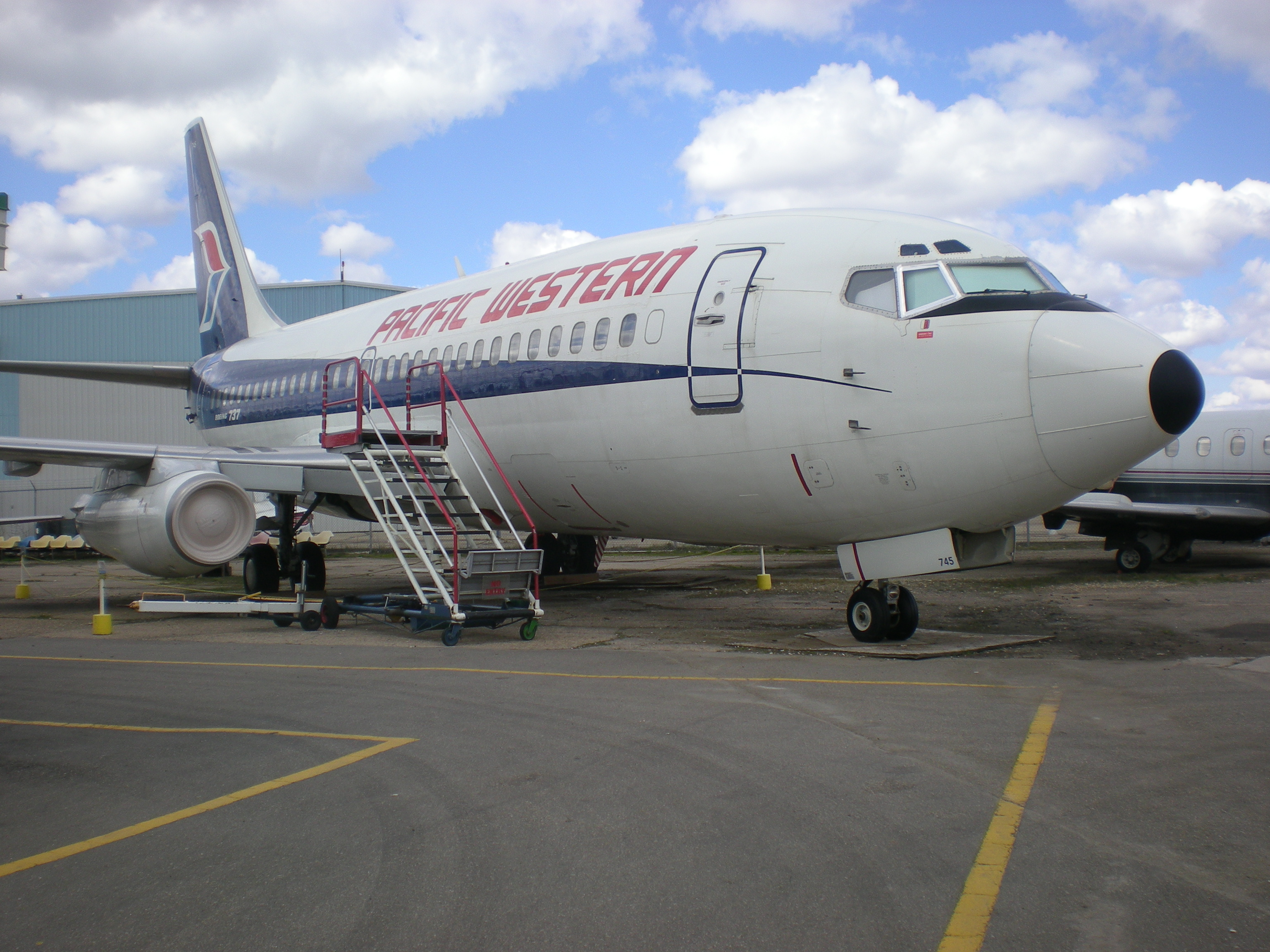
Un Boeing 737-200 de PWA est exposé au musée de l'aviation de l'Alberta.

Pacific Western Airlines (code AITA: PW : code OACI : PWA indicatif d'appel : Pacific Western) était une ligne aérienne régionale canadienne, desservant principalement les villes de l'ouest du Canada avec vols réguliers et nolisés. Fondée en 1946, elle avait son siège social à l'aéroport international de Vancouver, à Richmond (Colombie-Britannique) jusqu'à son transfert à Calgary en 1975. Elle a été acquise par Canadian Airlines en 1987, dans une opération de consolidation de l'industrie canadienne du transport aérien qui faisait suite à la déréglementation du secteur par le gouvernement progressiste-conservateur de Brian Mulroney.